# طراحی پارچه

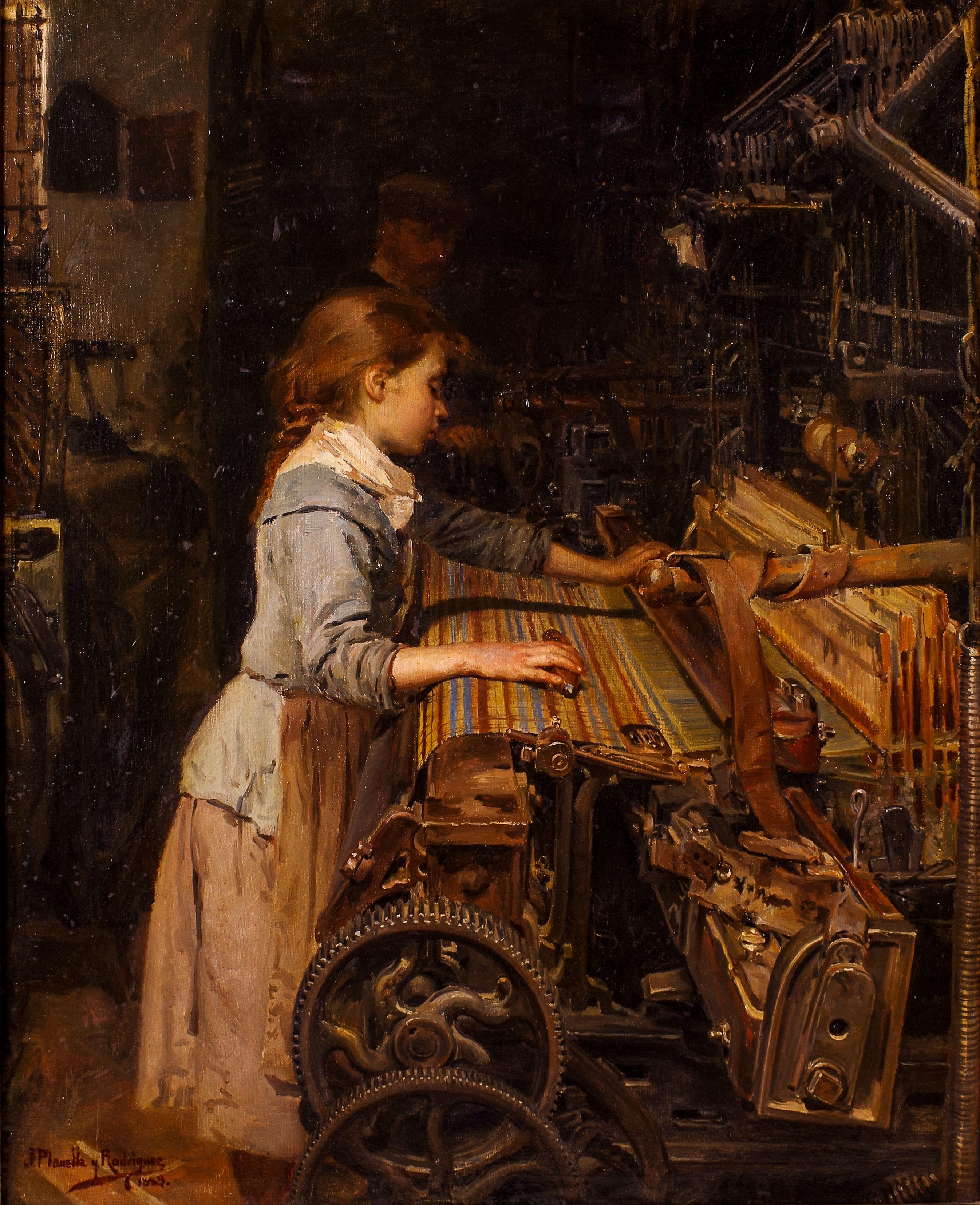
دختری در حال بافتن یک پارچه در یک کارخانه پارچه در کاتالونیا. اثر جان پلانلا و رودریگز ۱۸۸۹

طراحی پارچه (به انگلیسی: Textile Design) اساساً روند ایجاد طرح‌هایی برای پارچه، نسج و هرچیزی که به نسج مربوط می‌شود می‌باشد. وظیفه اصلی یک طراح پارچه تولید و طراحی عناصر هنری برای پارچه با در نظر گرفتن نکات فنی نساجی است که به صورت عمده در پوشاک و دکوراسیون استفاده می‌شود.
به عبارت دیگر رشته طراحی پارچه یک فرایند ایجاد نقش با یا بر روی تاروپود و انتقال هنر به منسوج است. الیاف، نوع نخ، نمره نخ، رنگ، کاربرد محصول و سیستم تولید نکات فنی است که باید در طول طراحی یک طراح در نظر بگیرد.

## بررسی اجمالی
طراحی پارچه با فشن، فرش و هر چیزی که با پارچه سروکار دارد، در ارتباط است. طراحی پارچه در انواع وسایل زندگی ما وجود دارد. به عنوان مثال لباسهای ما، فرشها و زیراندازها، پرده‌ها، حوله‌ها و عروسک، همه و همه یک نتیجه از طراحی پارچه هستند.
این نمونه‌ها نشان دهنده اهمیت منسوجات و پارچه در زندگی روزانه ماست. تولید منسوجات نه تنها در اشیا و وسایل زندگی ما مهم است، بلکه در صنعت مد و فشن نقش بسیار مهمی را ایفا می‌کند. طراحی پارچه توانایی الهام دادن، برند کردن و استایل دادن به یک مجموعه مد است. صنعت نساجی نه تنها که یک هنر خلاقانه است بلکه شکلی از کسب و کاری اقتصادی محسوب می‌شود.

## یادداشت
1. ↑  Wiley, Suzanne S. "Definition of Textile Designing". {{cite web}}: |access-date= requires |url= (help); Missing or empty |url= (help)
2. 1 2  Collier, Bide and Tortora (2009). Understanding of Textiles. America: Pearson. pp. 1, 432.
3. ↑  Rothsteinهای بافته شده پارچه و طراحی در بریتانیا به 1750